# Меркадер, Каридад Рамоновна
Каридад Рамоновна Меркадер (исп. Caridad Mercader, урождённая дель Рио Эрнандес; 29 марта 1892, Сантьяго-де-Куба, Генерал-капитанство Куба, Испания — 1975[…], Париж) — кубинский политический деятель-коммунист, советская разведчица. Мать Рамона Меркадера, убийцы Льва Троцкого, и Луиса Меркадера. Кавалер ордена Ленина (1941).

## Биография
Каридад Меркадер принадлежала к богатой семье Барселоны начала 20-го века. Вышла замуж за Пабло Меркадера, члена промышленного высшего класса Барселоны, с которым у неё было пятеро детей.  После того, как её брак с Меркадером распался, она отошла от своей семьи и навсегда повернулась спиной к социальному классу, который они представляли Это решение было частично мотивировано эпизодом принудительного помещения в лечебное учреждение, во время которого она подвергалась электрошоковой терапии  и попытками бывшего мужа изменить её состояние «сексуальной апатии» посредством посещения местных борделей. Меркадер стала часто посещать анархистские кружки и вскоре присоединилась к коммунистической идеологии. Участвовала в боях против военного восстания в Барселоне и присоединилась к группам, ушедших в Арагон, где получила тяжёлые ранения во время воздушного нападения.
Меркадер добилась некоторой известности как член Объединённой социалистической партии Каталонии. В 1936 году она возглавила пропагандистскую миссию в Мексике а позже стала агентом НКВД в Испании. Её сын Рамон, также член ОСПК и офицер Испанской республиканской армии, также был завербован советскими разведчиками во время войны, вероятно, при участии его матери, и обучен для убийства Льва Троцкого.  Каридад, поселившаяся в Париже где-то в 1938 году, также участвовала в операции.  Когда Рамон был арестован после убийства Троцкого, ей удалось покинуть Мексику и бежать в Советский Союз, где её приняли с почестями.  Она активно участвовала в конфликтах между различными фракциями изгнанных испанских коммунистов во время её пребывания там. 
В 1944 году она получила разрешение на выезд из страны. Однако, вопреки оговоренным условиям, она поехала в Мексику, где готовилась тайная операция по освобождению Рамона Меркадера из тюрьмы. Присутствие Меркадер оказалось контрпродуктивным, поскольку мексиканские власти ужесточили условия содержания Рамона в тюрьме, в результате чего Советы отказались от своих усилий. Рамон, который, по словам его брата Луиса, никогда не разделял страсти своей матери к коммунистическому делу,  так и не простил ей этого вмешательства. 
После провала операции Каридад снова поселилась в Париже, получая советскую пенсию.  Время от времени она ездила в Советский Союз, чтобы навестить своих детей, Луиса и Рамона, последний из которых поселился там после отбытия наказания в Мексике.  Она умерла в столице Франции в 1975 году 